# Студенка (приток Ивницы)
Студенка — река в Воронежской и Липецкой областях России. Правый приток реки Ивницы.
Длина реки составляет 18 км, площадь водосборного бассейна — 85,4 км².
Берёт начало в селе Студёнки Липецкой области. Устье реки находится в 12 км от устья Ивницы близ села Пчельники. Крупнейший приток — Шаршок.

## Данные водного реестра
По данным государственного водного реестра России относится к Донскому бассейновому округу, водохозяйственный участок реки — Воронеж города Липецк до Воронежского гидроузла, речной подбассейн реки — бассейны притоков Дона до впадения Хопра. Речной бассейн реки — Дон (российская часть бассейна).
Код объекта в государственном водном реестре — 05010100612107000003173.